# Cvetna formula
Broj, raspored i uzajaman odnos cvetnih delova može se predstaviti formulom cveta i dijagramom cveta.
Cvetne formule služe za ilustrovano (šematsko) prikazivanje građe cveta. Svaki deo cveta se obeležava slovnim simbolom, a u indeksu se putem arapskih brojeva daje njihova kvantitativna zastupljenost (broj) u jednom cvetu.

## Simboli za cvetne delove:
- Čašica (calyx) označava se slovom K
- Krunica (corolla) označava se slovom C
- Prašnici (androeceum) označava se slovom A
- Karpele (tučak) (gynoeceum) označava se slovom G
- Homohlamidan perijant (perigonium) označava se slovom P

Broj članova svakog kruga označava se arapskom cifrom u obliku indeksa, sa donje strane simbola cvetnog dela (npr. K5, C5, A5, što znači 5 listića čašice, 5 listića krunice i 5 prašnika).
Kada su isti delovi cveta raspoređeni u dva kruga, onda se članovi jednog kruga odvoje od broja članova sa drugog kruga znakom (+). Redukovani delovi se obeležavaju nulom (0). Ako se u cvetu nalazi mnogo članova istog kruga onda se umesto njihovog broja koristi matematički znak za beskonačno (∞), a čita se "mnogo" (npr. A∞ - mnogo prašnika).

## Ilustracija pojedinih karakteristika cveta
Za ilustraciju pojedinih karakteristika cveta, kao što su simetrija, srastanje, položaj plodnika i drugo koriste se i drugi simboli.
1. Za aktinomorfnu (radijalnu) simetriju koristi se oznaka *, a za zigomorfnu (monosimetrična) ↑ .
2. Srastanje pojedinih delova cveta prikazuje se zagradama. Pri srastanju članova istog kruga - tangencijalnom srastanju cvetnih delova, srasli delovi stavljaju se između malih zagrada: K(5), C(5), a u slučaju radijalnog srastanja cvetnih delova, tj. srastanju članova susednih krugova, srasli delovi se postavljaju između srednjih, odnosno uglastih zagrada: [C(5)A(5)].
3. U cvetnoj formuli se može prikazati i položaj plodnika u cvetu. Položaj plodnika na cvetnoj loži označava se stavljanjem horizontalne crte iznad (podcvetan), ispod (nadcvetan) ili sa strane (sredcvetan) indeksa koji označava broj karpela gineceuma. Polnost cvetova se prikazuje odgovarajućim znakom, koji se stavlja ispred formule i to: muški cvet se obeležava znakom muškog pola - ♂, a ženski cvet se obeležava znakom ženskog pola - ♀.[1]

## Cvetne formule nekih biljaka
| Porodica     | Vrsta                   | Formula           |
| Asteraceae   | Centaurea montana L.    | *K(5)[C(5)A5]G(2) |
| Boraginaceae | Symphytum officinale L. | *K(5)[C(5)A5]G(2) |
| Brassicaceae | Lunaria rediviva L.     | *K2+2C4A2+4G(2)   |
| Lamiaceae    | Lamium maculatum L.     | ↑K(5)[C(5)A4]G(2) |
| Magnoliaceae | Magnolia sp.            | * P3+3+3K∞C∞      |

## Literatura
- N S Subrahmanyam, Modern Plant Taxonomy, Vikas Publishing House Pvt Ltd, 2009.  9780706993462

## Spoljašnje veze
- Tabela cvetnih formula
- Kvetné vzorce – a website dedicated to floral formulae (in Slovakian)
- Table 2.1. Floral formulae; symbols used in this book. In Ronse De Craene, p. 39
- Symbols employed in floral formula. In Subrahmanyam, p. 42